# Cornelia Götz (Basketballspielerin)
Cornelia Götz (verheiratete Cornelia Kohl) (* 15. Oktober 1966 in Aschaffenburg) ist eine ehemalige deutsche Basketballspielerin.

## Laufbahn
Götz spielte von 1981 bis 1998 bei der DJK Aschaffenburg. 1996 und 1997 wurde sie mit dem Verein jeweils deutsche Vizemeisterin und erreichte in beiden Jahren zudem das Endspiel im deutschen Pokalwettbewerb, musste sich aber in allen Fällen Wuppertal geschlagen geben. Die 1,88 Meter messende Innenspielerin war mit Aschaffenburg auch auf internationaler Ebene gefordert, nahm unter anderem in der Saison 1996/97 an der Euroleague teil und war in diesem Wettbewerb mit 11,2 Punkten pro Begegnung drittbeste Korbschützin Aschaffenburgs.
Götz, eine gelernte Architektin, kam auf sechs Einsätze in A-Länderspielen, die sie allesamt im Jahr 1992 bestritt. Ihre persönliche Höchstleistung in einem Länderspiel waren sieben Punkte gegen die Niederlande im Mai 1992.